# Detroit: Become Human
Detroit: Become Human är ett äventyrsspel utvecklat av Quantic Dream och utgivet av Sony Interactive Entertainment. Det släpptes för PlayStation 4 i maj 2018. Quantic Dream släppte en portering för Windows under licens från Sony i December 2019. Spelets handling följer tre androider: Kara (Valorie Curry), som flyr från hennes ägare för att skydda en ung flicka; Connor (Bryan Dechart), vars ändamål är att jaga androider som har blivit självmedvetande; Markus (Jesse Williams), som kämpar för att befria androider från sin samhällsklass. Spelarens val påverkar spelets gång och resultat.